# Monteverde (Campania)
Monteverde es uno de los 119 municipios o comunas ("comune" en italiano) de la provincia de Avellino, en la región de Campania. Con cerca de 920 habitantes, según el censo de 2005, se extiende por una área de 39 km², teniendo una densidad de población de 24 hab/km². Linda con los municipios de Aquilonia, Lacedonia, y Melfi.

## Evolución demográfica
| Gráfica de evolución demográfica de Monteverde entre 1861 y 2001 |
|                                                                  |
| Fuente ISTAT - Elaboración gráfica por parte de Wikipedia        |

- Datos: Q55064
- Multimedia: Monteverde (Italy) / Q55064

1. ↑  Worldpostalcodes.org, código postal n.º 83049.
2. ↑  «Codici Catastali». Comuni-italiani.it (en italiano). Consultado el 29 de abril de 2017.